# Langangen
Langangen este o localitate din comuna Porsgrunn, provincia Telemark, Norvegia, cu o suprafață de 0,45 km² și o populație de 516 locuitori (2013).